# モニカ・ブランチュスカ
モニカ・ブランチュスカ（Monika Brancuská、 2004年11月19日 - ）は、チェコの女子バレーボール選手。ポジションはオポジット。チェコ代表。

## 来歴
- クラブチーム

パルドゥビツェ出身。小学5年のときにバレーボールをはじめた。2021年、PVK Olymp Prahaに入団。4年間在籍した。2024/25シーズンのチェコ国内リーグではベストスコアラー部門でトップの活躍をみせた。2025年、ドイツのVfB Suhl LOTTO Thüringenへ移籍が発表された、2年契約で合意した。
- 代表チーム

2023年にシニア代表に初選出。同年9月のパリ五輪予選に出場した。2024年、ヨーロッパゴールデンリーグで銀メダルを獲得した。同年のチャレンジャーカップに出場し優勝を果たした。2025年からはレギュラーに抜擢され、ネーションズリーグに出場、世界選手権に出場予定である。

## 球歴
- 世界選手権 - 2025年
- 欧州選手権 - 2023年
- ネーションズリーグ - 2025年
- チャレンジャーカップ - 2024年

## 所属クラブ
- PVK Olymp Praha（2021-2025年）
- VfB Suhl LOTTO Thüringen（2025-）